# Bunddorj Janchivdorj
Bunddorj Janchivdorj (20 de febrero de 1987) es un deportista mongol que compite en judo. Ganó una medalla de bronce en el Campeonato Asiático de Judo de 2017 en la categoría de –100 kg.

## Palmarés internacional
| Campeonato Asiático | Campeonato Asiático | Campeonato Asiático | Campeonato Asiático |
| Año                 | Lugar               | Medalla             | Categoría           |
| ------------------- | ------------------- | ------------------- | ------------------- |
| 2017                | Hong Kong (China)   | Medalla de bronce   | –100 kg             |